# Werner Schendell
Werner Schendell, Pseudonym: Roman Quitt (* 18. April 1891 in Elsterwerda; † 5. März 1961 in Berlin) war ein deutscher Schriftsteller.

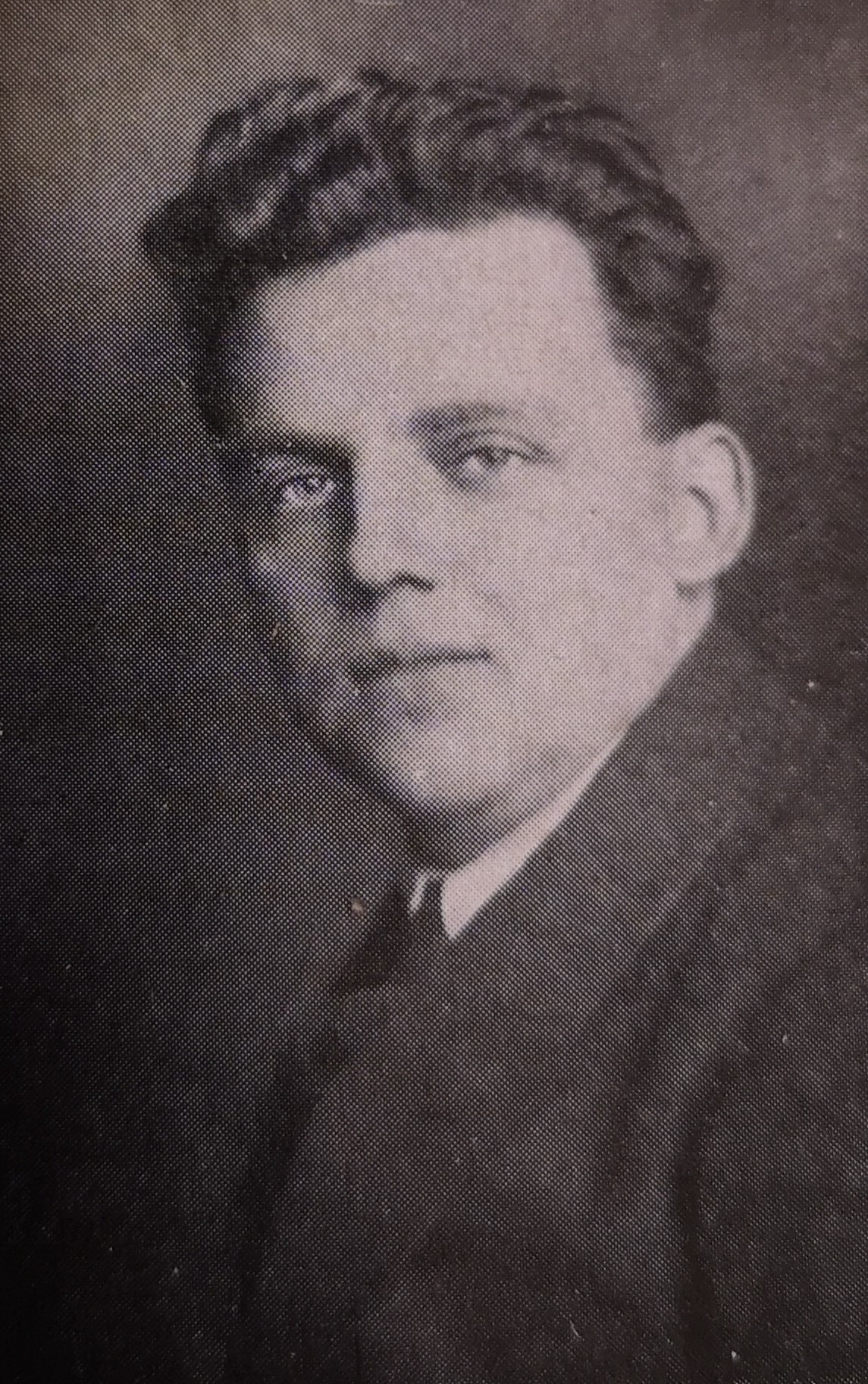
Werner Schendell vor 1925 von Suse Byk

## Leben
Schendell nahm als Soldat am Ersten Weltkrieg teil und schrieb im Felde das aus 15 Szenen bestehende Stück Parteien, das laut dem 1921 erschienenen Führer durch die moderne Literatur, an dem u. a. René Schickele mitarbeitete, „in großzügigen Bildern den Zwiespalt zwischen Macht und Geist“ entwickelt. Kurz vor Kriegsende schrieb er im August 1918 den Roman Dienerin, der ein Liebeserlebnis zur Zeit des Kriegsausbruchs gestaltet und „voll Überschwang der Gedanken und des Gefühls“ die Stimmung junger Menschen der Zeit einfängt.
Werner Schendell war – im Anschluss an eine Anstellung bei Siemens & Halske – bis 1933 Geschäftsführer des in den 1920er Jahren gegründeten Schutzverbandes Deutscher Schriftsteller (SDS) und Mitglied der SPD. Nach der Machtergreifung der Nationalsozialisten konnte Schendell bei der Gleichschaltung des SDS im Vorstand der Organisation verbleiben.
Anfang der 1940er Jahre wurde Schendell Teilhaber an und 1944 Geschäftsführer von Gustav Kiepenheuers Bühnenvertriebs-GmbH.
Nach dem Zweiten Weltkrieg war er Mitbegründer und erneut Geschäftsführer des Schutzverbandes Deutscher Autoren, eines Vorläufers des Deutschen Schriftstellerverbandes, des Berufsverbandes von DDR-Schriftstellern.

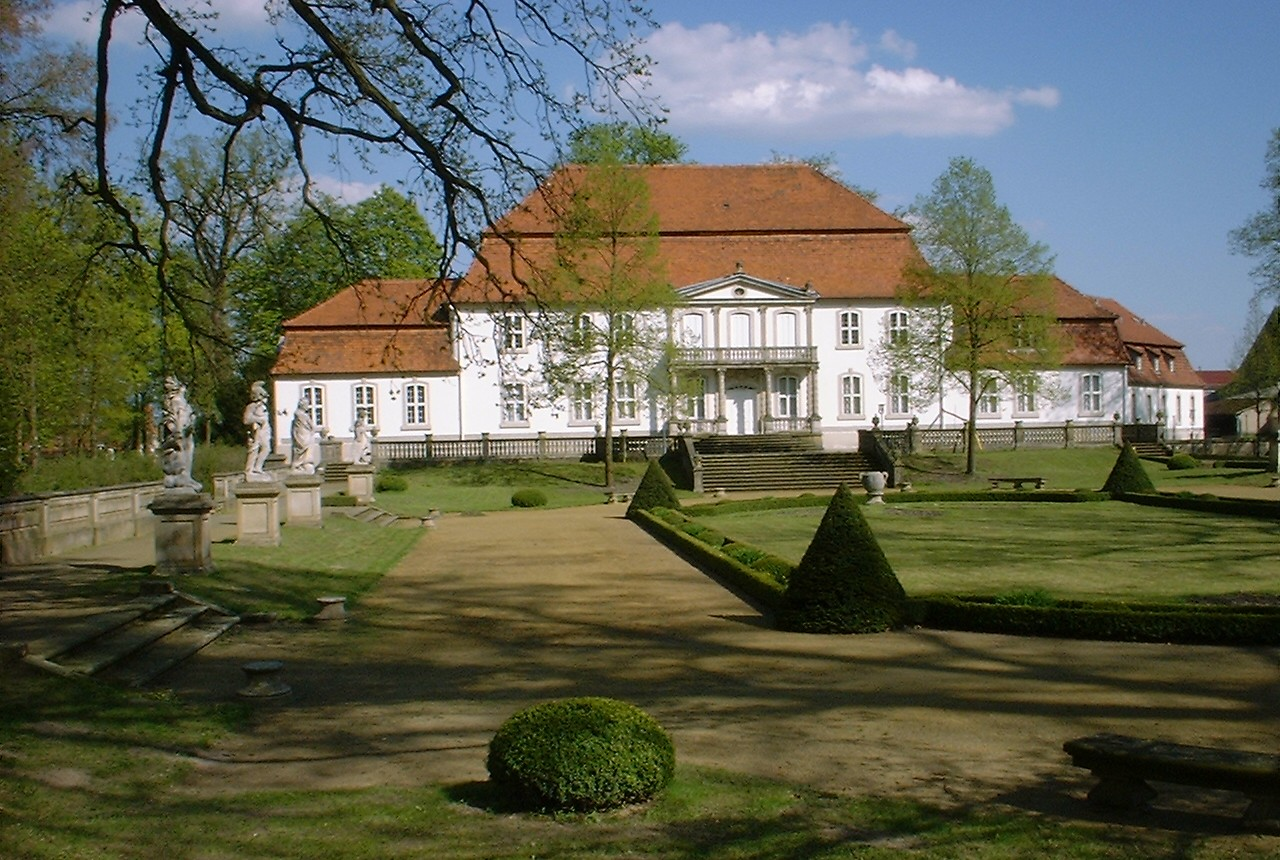
Schloss Wiepersdorf, Wirkungsstätte Schendells von 1946 bis 1950

Als Geschäftsführer der Deutschen Dichterstiftung Wiepersdorf war er von 1946 bis zu seiner Verhaftung 1950 für die Einrichtung des Arnimschen Gutshauses Schloss Wiepersdorf als Schriftstellerheim verantwortlich. Kurz vor Beginn der Sitzung des jährlichen Stiftungskuratoriums am 17. Mai 1950 wurde er im Vorzimmer des brandenburgischen Ministers für Volksbildung, Wissenschaft und Kunst, Fritz Rücker, in Potsdam wegen angeblicher Unterschlagung verhaftet und ins Luckenwalder Untersuchungsgefängnis eingeliefert. Damit einher ging seine vorläufige Amtsenthebung als Geschäftsführer. Dies stieß bei einer Reihe Berliner Autoren auf Widerspruch, da offensichtlich politische Gründe vorlagen. Wolfgang Weyrauch, ehemaliges SDA-Mitglied und bis 1949 in Wiepersdorf tätig, äußerte am 11. Juni 1950 in der Hamburger Welt am Sonntag: Werner Schendell versuchte, gegen die Alternative der Politik die Homogenität des Geistes zu setzen, die dadurch zur Politik wird, zum Einfluß über die Ja- und Neinsager hinweg, und jeder muß sich damit auseinandersetzen. Jetzt aber ist er verhaftet. Am 23. November 1950 wurde er jedoch von der Großen Strafkammer des zuständigen Gerichts in Cottbus freigesprochen. Er trat am 1. Januar 1951 seinen Posten als Geschäftsführer des SDA-Zone bzw. SDA/DDR  wieder an und blieb es entsprechend seiner eigenen Entscheidung bis Mai desselben Jahres.
Im Dezember 1952 war Schendell u. a. neben Joachim Tiburtius und Wolfgang Goetz Gründungsvorstand der Deutschen Friedrich Schillerstiftung in West-Berlin. Von 1955 bis 1958 beteiligte sich Schendell an der Gründung der Gesellschaft für Verwertung literarischer Urheberrechte (GELU), und er arbeitete als Geschäftsführer im Verband der Bühnenautoren.
Schendells Nachlass befindet sich im Literaturarchiv der Akademie der Künste Berlin. Der Nachlass umfasst auch Briefe von Max Barthel, Ludwig Berger, Theodor Bohner, Hanns Martin Elster, Kurt Erich Meurer, Hans José Rehfisch, Roland Schacht, Paul Schallück, Mary Tucholsky und Paul Westheim.
Die 1921 erschienene Novelle Irene und der Roman Ein glücklicher Erbe ist regional mit der Berliner Familie Wissinger verwoben, die wie Schendell in Stahnsdorf wirkte und auf dem Südwestkirchhof begraben ist.

## Werke (Auswahl)
- 1918: Parteien. Drama in fünfzehn Szenen. Fischer, Berlin.
- 1919: Dienerin. Roman. Fischer, Berlin.
- 1921: Irene. Roman. Erich Reiss, Berlin.
- 1923: Nachspiel. Roman. Ullstein, Berlin.
- 1928: Die junge Saat. Schünemann, Bremen.
- 1928: Ein glücklicher Erbe. Roman. Vorwort Hermann Stehr. Deutsche Buch-Gemeinschaft, Berlin.
- 1933: Ein Scheffel Salz. Roman u. Die taube Blume. Erzählung. Volksverband der Bücherfreunde, Berlin.
- 1935: Wilhelm von Oranien. Befreier der Niederlande. Biographie. Kiepenheuer, Berlin.